# Tino Livramento
Pour les articles homonymes, voir Livramento.
Valentino Francisco Livramento, dit Tino Livramento, né le 12 novembre 2002 à Londres (Royaume-Uni), est un footballeur international anglais qui évolue au poste d'arrière droit à Newcastle United.

## Biographie
Né le 12 novembre 2002 à Croydon, un quartier de Londres, en Angleterre, Valentino Francisco Livramento joue d'abord au football dans le club de Roundshaw (en) à Wallington, dans le sud de la capitale, avant de rejoindre le Chelsea FC avec les moins de neuf ans,,,,,.
Né dans une famille de supporteurs des Blues,, il grandit aussi dans l'admiration de Cristiano Ronaldo, notamment grâce à son père d'origine portugaise,,,,.

### Carrière en club

#### Southampton FC
Le 14 août 2021, Tino Livramento fait ses débuts professionnels avec le Southampton FC lors d'une défaite 3-1 à l'extérieur en Premier League, contre le Everton FC.

#### Newcastle United
Le 8 août 2023, Tino Livramento s'engage en faveur de Newcastle United en paraphant un contrat de cinq ans jusqu'en 2028,. Le montant du transfert est estimé à 37,2 millions d'euros.

### Carrière en sélection
Né en Angleterre d'un père d'origine portugais et d'une mère écossaise, Tino Livramento a le choix entre trois nationalités sportives différentes.

#### Avec les équipes jeunes
Le 27 août 2021, Tino Livramento reçoit sa première convocation en équipe d'Angleterre espoirs. Le 7 septembre 2021, il fait ses débuts avec la sélection anglaise en entrant en jeu lors d'une victoire 2-0 contre le Kosovo, dans le cadre des éliminatoires du Championnat d'Europe 2023.

## Statistiques
| Saison                | Club                  | Championnat           | Championnat | Championnat | Championnat | Coupe nationale | Coupe nationale | Coupe nationale | Coupe de la Ligue | Coupe de la Ligue | Coupe de la Ligue | Compétition(s) continentale(s) | Compétition(s) continentale(s) | Compétition(s) continentale(s) | Compétition(s) continentale(s) | Total | Total | Total |
| Saison                | Club                  | Division              | M.          | B.          | P.d.        | M.              | B.              | P.d.            | M.                | B.                | P.d.              | Comp.                          | M.                             | B.                             | P.d.                           | M.    | B.    | P.d.  |
| 2021-2022             | Southampton FC        | Premier League        | 28          | 0           | 1           | 3               | 0               | 0               | 1                 | 0                 | 0                 | -                              | -                              | -                              | -                              | 32    | 0     | 1     |
| 2022-2023             | Southampton FC        | Premier League        | 2           | 0           | 0           | -               | -               | -               | -                 | -                 | -                 | -                              | -                              | -                              | -                              | 2     | 0     | 0     |
| Sous-total            | Sous-total            | Sous-total            | 30          | 0           | 1           | 3               | 0               | 0               | 1                 | 0                 | 0                 | -                              | -                              | -                              | -                              | 34    | 0     | 1     |
| 2023-2024             | Newcastle United      | Premier League        | 26          | 1           | 0           | 3               | 0               | 0               | 3                 | 0                 | 1                 | C1                             | 3                              | 0                              | 0                              | 35    | 1     | 1     |
| 2024-2025             | Newcastle United      | Premier League        | 37          | 0           | 1           | 2               | 0               | 0               | 6                 | 0                 | 0                 | -                              | -                              | -                              | -                              | 45    | 0     | 1     |
| 2025-2026             | Newcastle United      | Premier League        | 1           | 0           | 0           | -               | -               | -               | -                 | -                 | -                 | C1                             | -                              | -                              | -                              | 1     | 0     | 0     |
| Sous-total            | Sous-total            | Sous-total            | 64          | 0           | 1           | 5               | 0               | 0               | 9                 | 0                 | 1                 | -                              | 3                              | 0                              | 0                              | 81    | 0     | 2     |
| Total sur la carrière | Total sur la carrière | Total sur la carrière | 95          | 1           | 2           | 8               | 0               | 0               | 10                | 0                 | 1                 | -                              | 3                              | 0                              | 0                              | 116   | 1     | 3     |

### En sélections nationales
| Saison                | Sélection             | Phases finales        | Phases finales | Phases finales | Phases finales | Éliminatoires | Éliminatoires | Éliminatoires | Ligue des nations | Ligue des nations | Ligue des nations | Matchs amicaux | Matchs amicaux | Matchs amicaux | Total | Total | Total |
| Saison                | Sélection             | Compétition           | M              | B              | Pd             | M             | B             | Pd            | M                 | B                 | Pd                | M              | B              | Pd             | M     | B     | Pd    |
| --------------------- | --------------------- | --------------------- | -------------- | -------------- | -------------- | ------------- | ------------- | ------------- | ----------------- | ----------------- | ----------------- | -------------- | -------------- | -------------- | ----- | ----- | ----- |
| 2024-2025             | Angleterre            | -                     | -              | -              | -              | -             | -             | -             | 1                 | 0                 | 0                 | -              | -              | -              | 1     | 0     | 0     |
| Total sur la carrière | Total sur la carrière | Total sur la carrière | -              | -              | -              | -             | -             | -             | 1                 | 0                 | 0                 | -              | -              | -              | 1     | 0     | 0     |

## Palmarès

### En club
- Newcastle United
  - Vainqueur de la Coupe de la Ligue anglaise en 2025.

### En sélection nationale
- Angleterre espoirs
  - Vainqueur du championnat d'Europe espoirs en 2025.